# Jeanine Wynants
Pour les articles homonymes, voir Wynants.
 (mai 2025).
 (mai 2025).
La mise en forme du texte ne suit pas les recommandations de Wikipédia : il faut le « wikifier ».
Les points d'amélioration suivants sont les cas les plus fréquents :
- Les titres sont pré-formatés par le logiciel. Ils ne sont ni en capitales, ni en gras.
- Le texte ne doit pas être écrit en capitales (les noms de famille non plus), ni en gras, ni en italique, ni en « petit »…
- Le gras n'est utilisé que pour surligner le titre de l'article dans l'introduction, une seule fois.
- L'italique est rarement utilisé : mots en langue étrangère, titres d'œuvres, noms de bateaux, etc.
- Les citations ne sont pas en italique mais en corps de texte normal. Elles sont entourées par des guillemets français : « et ».
- Les listes à puces sont à éviter, des paragraphes rédigés étant largement préférés. Les tableaux sont à réserver à la présentation de données structurées (résultats, etc.).
- Les appels de note de bas de page (petits chiffres en exposant, introduits par l'outil «  Source ») sont à placer entre la fin de phrase et le point final[comme ça].
- Les liens internes (vers d'autres articles de Wikipédia) sont à choisir avec parcimonie. Créez des liens vers des articles approfondissant le sujet. Les termes génériques sans rapport avec le sujet sont à éviter, ainsi que les répétitions de liens vers un même terme.
- Les liens externes sont à placer uniquement dans une section « Liens externes », à la fin de l'article. Ces liens sont à choisir avec parcimonie suivant les règles définies. Si un lien sert de source à l'article, son insertion dans le texte est à faire par les notes de bas de page.
- La présentation des références doit suivre les conventions bibliographiques. Il est recommandé d'utiliser les modèles {{Ouvrage}}, {{Chapitre}}, {{Article}}, {{Lien web}} et/ou {{Bibliographie}}. Le mode d'édition visuel peut mettre en forme automatiquement les références.
- Insérer une infobox (cadre d'informations à droite) n'est pas obligatoire pour parachever la mise en page.

Pour une aide détaillée, merci de consulter Aide:Wikification.
Si vous pensez que ces points ont été résolus, vous pouvez retirer ce bandeau et améliorer la mise en forme d'un autre article.
 (mai 2025).
Jeanine Wynants, née Kemps, est née le 6 mai 1925 à Tilleur (province de Liège) et morte à Huy (province de Liège), le 21 janvier 2017. Elle est principalement connue en tant que militante et, plus tard, dirigeante de différents mouvements liés à la mouvance ouvrière chrétienne. Elle y défend particulièrement la cause des femmes.

## Biographie

### Origines
Jeanine Wynants, née Jeannine Kemps, est née à Tilleur (aujourd'hui partie de la commune de Saint-Nicolas, près de Liège) le 6 mai 1925. Elle est la fille unique de Félix Kemps et d'Octavie Jadoul, un couple d'ouvriers du bassin industriel liégeois. Son enfance et son adolescence se passent à Tilleur et à Flémalle-Grande (province de Liège). 

### Formation
Après ses études primaires à l'école communale, elle poursuit des humanités gréco-latines au Lycée de Seraing de 1937 à 1943. Très jeune, elle manifeste un esprit à la fois chrétien et social. En effet, alors qu'elle est adolescente, elle fonde dans son lycée une section de la JEC (Jeunesse étudiante chrétienne), seule section existant à l'époque dans une école non catholique dans la province de Liège.

### Engagement militant (1943 - 1945)
À la fin de ses études, dès septembre 1943, elle adhère à la JOCF, acronyme de Jeunesse ouvrière chrétienne féminine, mouvement d'action catholique destiné aux jeunes travailleuses.
Issue de divers mouvements de jeunesse, la JOCF est officiellement créée en 1925 par le Père Joseph Cardijn, ecclésiastique belge (1882-1967). Ses objectifs sont de répondre à la détresse matérielle, intellectuelle, religieuse et morale des jeunes travailleurs et des jeunes travailleuses.
Si cette organisation est déjà structurée et compte de nombreux membres à la veille de la Seconde Guerre mondiale, elle est également devenue clandestine sous l'occupation allemande. À Seraing, Jeanine Kemps joue un rôle important en tant que permanente régionale. Dans la région, sous couvert de rencontres religieuses, elle organise des réunions d'aide aux jeunes travailleuses afin de s'organiser face aux restrictions et à la menace du travail en Allemagne. Jeanine Kemps organise également des rencontres de soutien avec les femmes ou les mères de prisonniers. Dans un contexte difficile, la jeune femme confirme donc son engagement dans l'action sociale et militante.

### Une vie d'action dans les mouvements sociaux-chrétiens

#### Son action à la JOCF (1945 - 1952)
Dès 1945, portée par l'exemple de figures charismatiques militantes du mouvement chrétien parmi lesquelles Marie Braham ou Joséphine Fafchamps, elle progresse au sein de la JOCF. De 1945 à 1948, elle devient permanente nationale à Bruxelles.
Même si le mouvement est loin d'être un lieu de revendications féministes, il s'ouvre aux problèmes des jeunes travailleuses. Jeanine Kemps confie dans une interview que les femmes qui travaillent en usine ne sont pas considérées comme des femmes sérieuses. Elles sont désormais prises en compte dans leurs revendications, notamment en ce qui concerne les salaires.
Une ouverture se fait également sur le plan politique avec le droit de vote des femmes acquis en 1948 en Belgique. Elle avoue que la position en faveur du droit de vote des femmes n'est pas porté par la masse des membres, ce qui l'amène donc à favoriser la prise en compte de cette dimension importante de la vie sociale.
De 1948 à 1952, elle devient présidente nationale des JOCF.
À ce titre, et avec l'aide de son homologue masculin, Arnold Wynants, président national de la JOC (Jeunesse ouvrière chrétienne), elle contribue d'une part à internationaliser le mouvement et d'autre part à s'écarter parfois de la position traditionnelle de l'Église catholique belge en ce qui concerne des questions de société. 

#### De la JOCF aux LOFC (1953 - 1968)
En août 1952, Jeanine Kemps épouse Arnold Wynants. Tous deux démissionnaires de leurs fonctions à la JOCF et à la JOC, ils s'investissent dans leur vie familiale sans abandonner pour autant leur militantisme chrétien.
Ainsi, tout en donnant naissance à trois enfants (Paul en 1954, Anne-Marie en 1955, Bernadette en 1959), Jeanine Kemps, désormais appelée Jeanine Wynants ainsi que le veulent les usages de l'époque, s'investit dans les LOFC (Ligues ouvrières féminines catholiques). Elle est tout d'abord militante locale et responsable régionale dans le Brabant wallon, à Nivelles (1955-1954), avant d'exercer les mêmes fonctions dans la province de Liège, à Huy (1955-1963). Enfin, elle devient membre du bureau et collaboratrice de l'équipe nationale à Bruxelles de 1963 à 1968.
Les LOFC, plus communément appelées Ligue des femmes du titre de leur journal de liaison, naissent officiellement en 1921. Dès leur fondation, il s'agit de concilier un apostolat religieux avec des visées morales, sociales et éducatives. Néanmoins, lorsque Jeanine Wynants les rejoint, la situation évolue. L'image de la femme, épouse et mère, voulue par l'Église cède la place à une image beaucoup plus complexe que Jeanine Wynants contribue à forger. Désormais, si les LOFC militent toujours pour améliorer la vie des femmes au foyer, elles s'intéressent aussi à son expression en dehors du foyer. 
Dès la fin des années cinquante, outre les préoccupations d'éducation populaire, les LOFC diversifient leurs actions aussi bien envers les jeunes femmes, qu'envers les aînées. S'écartant de plus en plus des paroisses et des prêtres desquels elles ne veulent pas être les servantes, les "ligueuses" s'emparent de questions "brûlantes" pour l'époque, ainsi qu'en témoigne Jeanine Wynants : "L'Action jeunes femmes a vraiment fait en sorte que tout le Mouvement a ouvert le débat sur des tabous, sur les moyens contraceptifs et même sur la signification de la sexualité dans le couple [...] c'était le droit pour un homme et une femme d'avoir des relations amoureuses qui ne donnent pas nécessairement la vie".
Une vaste consultation des membres et de multiples réunions de travail auxquelles Jeanine Wynants participe aboutissent, en 1968, à la publication d'un document qui redéfinit, pour les années suivantes, l'action des LOFC.

#### Des LOFC à Vie Féminine (1968 - 1979)
En effet, c'est en tant que nouvelle présidente du mouvement que Jeanine Wynants présente et soutient, en 1968, le "Nouveau statut de la femme" qui accompagne les changements sociétaux. Les femmes ne doivent plus seulement s'épanouir dans le cocon familial, mais également dans la vie professionnelle, sur le plan social et politique. Toutes les femmes doivent être prises en compte dans leur diversité : jeunes, plus âgées, mariées, célibataires, veuves, divorcées, immigrées…
Dans le même élan de renouveau, les LOFC changent de nom et deviennent en 1969 Vie Féminine. Dans le sous-titre Mouvement Chrétien d'Action Culturelle et Sociale apparaissent certaines des préoccupations principales de Jeanine Wynants: l'éducation permanente et le combat social. Elle affirme dans une interview que pour les femmes, la culture consiste à faire des études alors qu'en réalité, il s'agit plutôt de maitriser sa vie. C'est de là que l'éducation permanente tire toute son importance.
Un autre souci de Jeanine Wynants est l'action politique. En effet, selon sa réflexion, l'action sociale n'a pas d'effet si elle n'est pas relayée par une action politique. Il convient dès lors de trouver des moyens pour éduquer les femmes et les inciter à s'investir dans la vie politique de la cité.
Toutefois, même si les liens des associations chrétiennes sont privilégiés avec le PSC (Parti social chrétien) de l'époque, Jeanine Wynants tient à ce que la formation à l'engagement politique soit totalement pluraliste. Elle trouve donc un financement pour un programme d'initiation à la politique communale afin de préparer les élections communales de 1976. 

#### Présidente du MOC (1979 - 1985)
Après avoir œuvré à la mutation d'un mouvement initialement essentiellement pastoral en un mouvement d'éducation permanente et culturelle ouvert aux questions économiques, politiques et sociales, Jeanine Wynants accepte une nouvelle mission.
En effet, elle est la première femme à accéder à la présidence du MOC (Mouvement ouvrier chrétien), organe fédérateur des diverses associations chrétiennes actives sur le terrain social (syndicat, mutualité, coopératives, Vie féminine, équipes populaires, etc.).
Parallèlement, la crise économique et la désindustrialisation de la Wallonie frappent de plein fouet le monde ouvrier, multipliant le nombre de chômeurs. Jeanine Wynants a à cœur de maintenir les relations et les solidarités entre toutes les composantes des mouvements progressistes chrétiens.
À ce poste, elle poursuit son combat en faveur de l'éducation permanente et insiste sur le rôle du mouvement dans l'action politique, toujours dans un souci de pluralisme. Ainsi, jugeant le Parti social chrétien (PSC) trop à droite, et le Parti socialiste (PS) idéologiquement encore trop anticlérical, elle joue un rôle clé dans la création en 1982 de Solidarité et Participation (SeP), un mouvement politique progressiste et pluraliste au sein du MOC. Cette tentative d'influencer directement la vie politique et les partis traditionnels se solde cependant par un échec aux élections législatives suivantes. 

#### Parmi ses nombreux mandats
En tant que haute responsable de mouvements ouvriers chrétiens, Jeanine Wynants exerce de nombreux mandats dans les organisations du MOC et dans d'autres institutions. Ainsi, de 1979 à 1986, elle est vice-présidente de la Fédération nationale des coopératives chrétiennes, administratrice de la Caisse ouvrière belge et présidente du pouvoir organisateur de l'Institut Cardijn. Parmi les autres mandats, on trouve également membre du Conseil supérieur des Allocations d'Études, vice-présidente du Conseil supérieur de la Famille et membre du Conseil d'Administration de l'Université catholique de Louvain entre 1976 et 1991. 

### Une retraite active (1986 - 2017)
Retraitée, Jeanine Wynants continue de s'investir dans diverses associations, tant locales qu'internationales. En participant à la Confédération des Organisations familiales de la Communauté européenne (COFACE), en tant que présidente du Conseil des aînés de sa commune de Wanze, à "l'Escale", maison d'accueil pour sans domicile fixe située dans sa commune de résidence, dans d'autres associations soucieuses de l'évolution de l'Afrique des Grands Lacs ou encore de la Bolivie, elle perpétue sa quête d'égalité sociale. 
Dans le même temps, à la présidence de la Commission Justice et Paix d'abord en Belgique francophone, puis au niveau européen, première femme nommée par le pape Jean-Paul II "consulteur" au Conseil pontifical Justice et Paix, ou en tant que référente au cours de rencontres officielles au sein de l'Église catholique, Jeanine Wynants maintient son attachement à la dimension chrétienne de son engagement.

### Hommage et fin de vie
Le 31 janvier 2011, le Conseil communal de Wanze (province de Liège) lui décerne à l'unanimité le titre de "Citoyenne d'honneur" en reconnaissance de son engagement constant dans la vie associative. 
Jeanine Wynants décède le 21 janvier 2017 à l'âge de 91 ans, après avoir passé les cinq dernières années de sa vie à la Résidence Notre-Dame de Huy, une maison de retraite située dans la province de Liège.
Elle laisse derrière elle un héritage durable dans l'histoire du Mouvement ouvrier chrétien et dans la lutte pour les droits des femmes. 